# عز الدين بن الحسين
عز الدين بن الحسن بن علي بن المؤيد الحسني، ولد بهجرة فللة في صعدة عام 845 هجرية الموافق 1441م. برع في العلوم، وحاز رتبة الاجتهاد وهو دون البلوغ ونبغ في سن مبكرة وصنف الكتب وهو دون العشرين، وتقلد حكم هجرة فللة. كان أمام اليمن من عام 879 هجرية الموافق 1474م وتلقب بالإمام الهادي لدين الله. كانت بينه وبين الأمير محمد بن الحسين الحمزي أمير صعدة وقائع كثيرة وله إليه رسائل ومكاتبات.

## وفاته
توفي ودفن بمسقط رأسه عام 900 هجرية الموافق 1494م.